# Phialella fragilis
Phialella fragilis är en nässeldjursart som först beskrevs av Uchida 1938.  Phialella fragilis ingår i släktet Phialella och familjen Phialellidae. Inga underarter finns listade i Catalogue of Life.